# Istorija Somalije
Somalija (Soomaaliya; arap. aṣ-Ṣūmāl), zvanično Federalna Republika Somalija (Jamhuuriyadda Federaalka Soomaaliya, arap. Jumhūriyyat aṣ-Ṣūmāl al-Fideraaliya) i ranije poznata kao Demokratska Republika Somalija, zemlja je koja je locirana na Rogu Afrike.
Somalija je bila važan centar za trgovinu sa ostatkom drevnog sveta, a prema mišljenju većine naučnika, ona je među verovatnijim lokacijama mitske drevne zemlje Punt.
Tokom srednjeg veka, nekoliko moćnih somalijskih carstava dominiralo je regionalnu trgovinu, uključujući Ajuranski sultanat, Adalski sultanat, Varsangalski sultanat, Geledijski sultanat, Bimalski sultanat i Majirtinski sultanat.
U kasnom 19. veku, nizom ugovora sa ovim kraljevstvima, Britanci i Italijani su stekli kontrolu nad delovima obale i osnovali Britansku Somaliju i Italijansku Somaliju. U unutrašnjosti je derviški pokret Mohameda Abdule Hasana četiri puta uspešno odbio Britansko carstvo i primorao ga da se povuče u obalski region. Derviši su 1920. godine poraženi od strane Britanskih vazduhoplovnih snaga. Italija je stekla potpunu kontrolu nad severoistočnim, centralnim i južnim delovima teritorije nakon što je uspešno vodila Kampanju sultanata protiv vladajućeg Majirtinskog sultanata i Hobjoskog sultanata. Ta okupacija je trajala sve do 1941. kada ju je zamenila britanska vojna uprava. Severozapadna Somalija je postala protektorat, dok je severoistočna, centralna i južna Somalija sporazumom postala Povereništvo Ujedinjenih nacija 1. aprila 1950. godine, uz obećanje sticanja nezavisnosti nakon deset godina. Dana 1. jula 1960. godine, dve oblasti su se ujedinile kao što je planirano, čime je formirana nezavisna Somalijska republika pod civilnom vladom. Somalijska nacionalna skupština, na čijem je čelu bio Hadži Bašir Ismail Jusuf, odobrila je zakon kojim se ujedinjuje bivša Italijanska Somalija sa Britanskom Somalijom, i osniva se Republika Somalija.
Drevna Etiopija je domestikovala kamile negde između trećeg i drugog milenijuma pne, odakle su se one proširila na Drevni Egipat i Severnu Afriku.

## Praistorija
Somalija je bila naseljena još od paleolita, kada su cvetale dojanska i hagerajska kultura. Najstariji dokazi o pogrebnim običajima na Afričkom rogu potiču sa groblja u Somaliji iz 4. milenijuma pne. Kamene sprave sa nalazišta Jalelo na severu su takođe okarakterisane 1909. godine kao važni artefakti koji pokazuju arheološku univerzalnost tokom paleolita između istoka i zapada.
Prema lingvistima, prva populacija koja je govorila afro-azijskim jezikom prispela je u ovaj region tokom neolita iz „izvorne domovine” jezičke porodice u dolini Nila, ili sa Bliskog Istoka. Drugi naučnici predlažu da se afro-azijska porodica razvila na lokaciji Roga, i da su se oni odatle razišli.
Kompleks Las Gil na periferiji Hargeise na severozapadu Somalije datira od pre oko 5.000 godina, i poseduje kamenu umetnost koja prikazuje divlje životinje i ukrašene krave. Ostale pećinske slike se nalaze u severnom regionu Dambalin, i među njima se nalazi neke od najranijih poznatih prikaza lovca na konju. Kamena umetnost je u karakterističnom etiopsko-arapskom stilu, i datirana na 1000 do 3000 godina pne. Pored toga, između gradova Las Kori i El Ejo u severnoj Somaliji nalazi se Karinhegan, lokacija brojnih pećinskih slika stvarnih i mitskih životinja. Svaka slika ima natpis ispod nje, za koji se procenjuje da je star oko 2.500 godina.

## Drevna istorija

### Zemlja Punta
Drevne piramidalne građevine, mauzoleji, uništeni gradovi i kameni zidovi pronađeni u Somaliji (poput Vargadovog zida) dokaz su stare sofisticirane civilizacije koja je nekada bujala na somalijskom poluostrvu. Nalazi arheoloških iskopavanja i istraživanja u Somaliji pokazuju da je ova civilizacija uživala u unosnim trgovinskim odnosima sa starom Egiptom i mikenskom Grčkom od drugog milenijuma pne. To podržava hipotezu Somalije i/ili susednih teritorija afričkog roga koje korespondiraju drevnoj zemlji Punt. Punti su trgovali smirnom, začinima, zlatom, ebanovinom, kratkorogim govedima, slonovačom i tamjanom sa drevnim Egipćanima, Fenićanima, Vaviloncima, Indijancima, Kinezima i Rimljanima putem svojih trgovačkih luka. Drevna egipatska ekspedicija koju je u Punt poslala kraljica Hatšepsut iz 18. dinastija zabeležena je na reljefima hrama u Deir el Bahriju, za vreme vladavine puntskog kralja Parahu i kraljice Ati.

### Kraljevstvo Makrobija
U klasično doba, Makrobijani, koji su bili proto-Somalijci, osnovali su moćno plemensko kraljevstvo koje je vladalo velikim delovima moderne Somalije. Oni su bili čuveni po svojoj dugovečnosti i bogatstvu, i po nekom izvorima oni su bili „najviši i najlepši od svih ljudi”. Makrobijani su bili ratnici, stočari i pomorci. Prema Herodotovom izveštaju, persijski car Kambiz II, po njegovom osvajanju Egipta (525. godine p. n. e.), poslao je ambasadore u Makrobiju, koji su doneli luksuzne poklone makrobijskom kralju da bi podstakli njegovu pokornost. Makrobijski vladar, koji je bio biran na osnovu svog stasa i lepote, odgovorio je postavljajući izazov svojim persijskim pandanu u vidu luka bez strune: ako bi Persijci uspeli da ga upotrebe, oni bi imali pravo da napadnu njegovu zemlju; a dok do taga ne dođe, trebalo bi da budu zahvalni bogovima što Makrobijani nikada nisu odlučili da napadnu njihovo carstvo. Makrobijani su bili regionalna sila koja je bila poznata od istoka od zapada. Oni su bili veoma napredni u arhitekturi i izuzetno poznati po svom bogatstvu. Naširoko se znalo o njihovom zlatu, koje je bilo toliko izobilno da su Makrobijani okivali svoje zarobljenike zlatnim lancima.

## Literatura
- Samatar, Said S. (9. 11. 2005). „Somalia Country Studies”. Federal Research Division of Library of Congress.
- Aidid, Mohamed Farrah; Satya Pal Ruhela (2001). Somalia: From The Dawn of Civilization To The Modern Times. Civic Webs Virtual Library. Приступљено 10. 2. 2014.
- Aidid, Mohamed Farrah; Satya Pal Ruhela (1993). Somalia: From The Dawn of Civilization To The Modern Times. India: Vikas Publishing House PVT LTD. ISBN 0-7069-8004-2.
- Kwame Anthony Appiah; Henry Louis Gates (26. 11. 2003). Africana: the encyclopedia of the African and African American experience : the concise desk reference. Running Press. ISBN 978-0-7624-1642-4. Приступљено 15. 12. 2011.
- Paolo Tripodi (1999). The colonial legacy in Somalia: Rome and Mogadishu : from colonial administration to Operation Restore Hope. Macmillan Press. ISBN 978-0-312-22393-9. Приступљено 15. 12. 2011.
- Pease, Alfred E. (1898). „Some account of Somaliland: With Notes on Journeys Through the Gadabürsi and Western Ogaden countries, 1896–1897” (PDF). Scottish Geographical Magazine. 14 (2): 57—73. doi:10.1080/00369229808732974.
- National Review (1965). Somalia Calling the World. стр. 25.
- Somali Studies International Association; Charles Lee Geshekter (1992). The Proceedings of the First International Congress of Somali Studies. Scholars Press. стр. 37 & 40. ISBN 978-0891306580. Приступљено 9. 11. 2014.
- Hussein Mohamed Adam; Charles Lee Geshekter (1992). The Proceedings of the First International Congress of Somali Studies. Scholars Press. стр. 106. ISBN 978-0891306580. Приступљено 1. 11. 2014.
- Mokhtar, G. (1990). Ancient Civilizations of Africa. University of California Press. стр. 311. ISBN 978-0520066977. Приступљено 1. 11. 2014.
- Sanseverino, Hilary Costa (1983). „Archaeological Remains on the Southern Somali Coast”. Azania: Archaeological Research in Africa. 18 (1): 151—164. doi:10.1080/00672708309511319.
- Cassanelli, Lee V. (1982). The Shaping of Somali Society: Reconstructing the History of a Pastoral People, 1600 to 1900. University of Pennsylvania Press. стр. 97. ISBN 978-0812278323. Приступљено 16. 1. 2015.

## Spoljašnje veze
- „The dawn of the Somali nation-state in 1960”. Buluugleey.com. Архивирано из оригинала 16. 1. 2009. г. Приступљено 25. 2. 2009.
- „The making of a Somalia state”. Strategypage.com. 9. 8. 2006. Приступљено 25. 2. 2009.